# Oklahoma ! (film, 1955)
Pour les articles homonymes, voir Oklahoma (homonymie).
Pour plus de détails, voir Fiche technique et Distribution.
Oklahoma !, sorti en 1955, est l'adaptation en film musical américain par Fred Zinnemann de la comédie musicale éponyme créée pour Broadway par Oscar Hammerstein II et Richard Rodgers en 1943, d'après une pièce de Lynn Riggs, Green Grow the Lilacs (1931).
C'est le premier film tourné en 70 mm Todd-AO. Il a été distribué à la fois en 70 mm et en CinemaScope 35 mm, format dans lequel chaque prise était doublée. Il semble que de ce fait, les deux versions soient différentes.

## Synopsis
À la fin du XIXe siècle, le territoire indien de l'Oklahoma est ouvert à la colonisation. C'est dans ce contexte que se déroule le récit qui concerne les problèmes de cœur que rencontrent les cow-boys Curly et Will avec deux demoiselles, Laurey et Annie.

## Fiche technique
- Titre : Oklahoma!
- Réalisation : Fred Zinnemann
- Scénario : Lynn Riggs (pièce), Oscar Hammerstein II, Sonya Levien et William Ludwig
- Directeur artistique : Joseph C. Wright
- Décors : Oliver Smith
- Photographie : Robert Surtees et Floyd Crosby
- Format : 70mm 6 pistes sonores magnétiques (premier film commercialisé dans ce ratio 2,20:1 - Copies 35mm pour les cinémas non équipés
- Montage : George Boemler et Gene Ruggiero
- Musique : Richard Rodgers
- Paroles : Oscar Hammerstein II
- Chorégraphie : Agnes de Mille
- Production : Arthur Hornblow Jr.
- Société de production : Magna Corporation
- Distribution : RKO Radio Pictures (premier sortie), 20th Century Fox (deuxième sortie), The Samuel Goldwyn Company (troisième sortie)
- Langue originale : anglais
- Durée : 145 minutes
- Date de sortie : 11 octobre 1955

## Distribution
- Gordon MacRae : Curly McLain
- Gloria Grahame : Ado Annie Carnes
- Gene Nelson : Will Parker

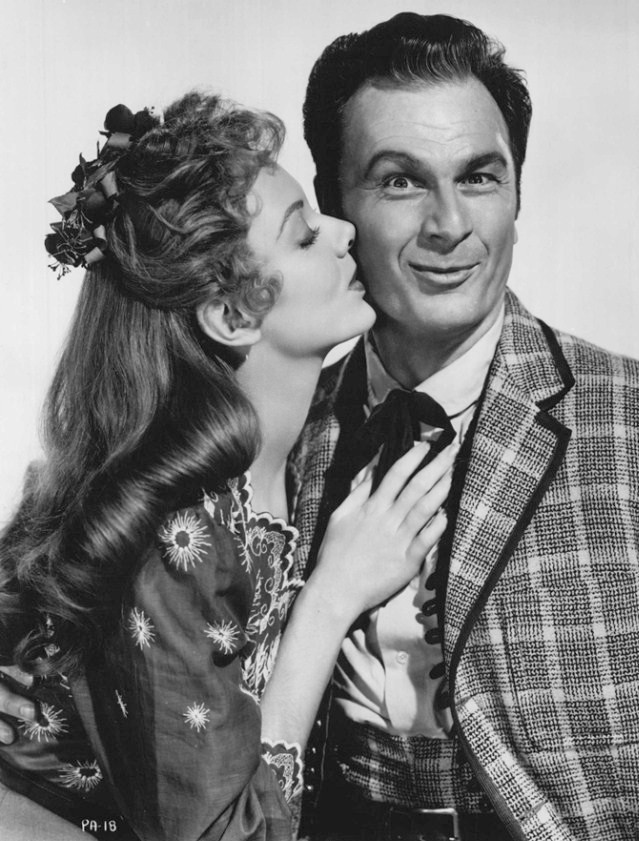
Barbara Lawrence et Eddie Albert dans Oklahoma!.

- Charlotte Greenwood : Aunt Eller Murphy
- Shirley Jones : Laurey Williams
- Eddie Albert : Ali Hakim
- James Whitmore : Andrew Carnes
- Rod Steiger : Jud Fry
- Barbara Lawrence : Gertie Cummings
- Jay C. Flippen : Ike Skidmore
- Roy Barcroft : Marshal Cord Elam
- James Mitchell : Dream Curly
- Bambi Linn : Dream Laurey
- Jennie Workman : danseuse
- Virginia Bosler : danseuse
- Russell Simpson : ministre
- Marc Platt : danseur

## Autour du film
Jud, le prénom du personnage interprété par Rod Steiger, est à l'origine du titre Hey Jude écrit par Paul McCartney pour les Beatles. En effet, en 1968, McCartney compose cette chanson pour soutenir Julian Lennon, le fils de John, lors du divorce de ses parents (John, qui prétend avoir trouvé son âme sœur en la personne de l’artiste d’avant-garde japonaise Yoko Ono, quitte son épouse Cynthia), et l'intitule dans un premier temps Hey Jules, avant de changer Jules en Jud qui « sonne mieux », en hommage au personnage du film.

## Distinction
- National Film Preservation Board en 2007.